# Coșeni, Covasna
Coșeni (maghiară Szotyor) este un sat ce aparține municipiului Sfântu Gheorghe din județul Covasna, Transilvania, România. Se află în partea de sud-vest a județului, în Depresiunea Sfântu Gheorghe.

## Așezare
Localitatea Coșeni se află situată pe malul stâng al râului Olt, la o altitudine de 410 m, pe DN12 ce face legătura între municipiul Brașov și Miercurea Ciuc, la o distanță de 9 km. de reședința județului Covasna, Sfântu Gheorghe.

## Scurt istoric
Prima atestare documentară datează din anul 1448. Săpăturile arheologice făcute la capătul sudic al localității, au descoperit o așezare din epoca bronzului, suprapusă cu una din secolul al VII-lea ce conținea un bordei cu vatră piertar și fragmente de vase din ceramică, ornamentate cu linii în val. În timpul lucrărilor la șoseaua ce traversează satul, în partea sudică a acestuia, s-au găsit mai multe locuințe și un cuptor de ars vase aparținând culturii Wietenberg, iar din albia Oltului provin două vase cu slip negru și proeminențe ce aparțin primii epoci a fierului.

## Atracții turistice
- Biserica reformată, construcție secolul al XVIII-lea
- Centrul de pictură bisericească Opaiț
- Arealul cu elemente geologice și geomorfologice